# Bokermannohyla diamantina
Bokermannohyla diamantina és una espècie de granota de la família dels hílids. És endèmica de la Serra dos Barbados, a l'estat brasiler de Bahia, on viu a altituds d'aproximadament 1.700 msnm. El seu hàbitat natural són els boscos de galeria situats al marge de rierols i envoltats per camps de blocs. Està amenaçada pels incendis forestals i la ramaderia bovina.